# Pakuwon Mall
Pakuwon Mall ist das größte Einkaufszentrum Indonesiens. Es befindet sich im Westen von Surabaya und hat eine Fläche von 200.000 m². Das Einkaufszentrum wurde im November 2003 eröffnet, zwei Jahre nach der Eröffnung des Tunjungan Plaza 4, eines weiteren Einkaufszentrums desselben Eigentümers. Der Pakuwon-Mall-Komplex besteht aus vier Teilen.

## Lage
Die Pakuwon Mall befindet sich in Surabaya in der Provinz Jawa Timur in Indonesien. Die Adresse ist Jalan Puncak Indah Lontar Nr. 2 im Stadtteil Wiyung.

## Geschichte
Der Bau des ersten Teils der Pakuwon Mall, die sogenannte Supermal Pakuwon Indah (Jetzt Pakuwon Mall 1) begann 2001 und der Bau des Pakuwon Trade Centers (PTC) 2002.  Die Bauarbeiten endeten im Jahr 2004 mit der Eröffnung des PTC und der Supermal Pakuwon Indah. Zwischen 2011 und 2012 wurde mit dem Bau des Teils des heutigen Namensgebers Paukwon Mall (jetzt Pakuwon Mall 2) begonnen, der 2017 abgeschlossen wurde. Im Februar 2020 eröffnete schließlich der letzte Teil, Pakwuon Mall Home Pro (Pakuwon Mall 3).

## Die vier Gebäude
Die Pakuwon Mall besteht aus vier Gebäuden, nämlich Pakuwon Mall 1, Pakuwon Mall 2, Pakuwon Mall 3 und PTC. Der Teil Pakuwon Mall 1 besteht aus drei Etagen, einer Tiefgarage und einer Dachterrasse. Pakuwon Mall 2 besteht aus 6 Etagen und drei Tiefgaragen. Die Pakuwon Mall 3 besteht aus zwei Etagen und das PTC aus drei Etagen.

## Geschäfte
Im Pakuwon Mall-Komplex gibt es zahlreiche Geschäfte, Restaurants und Freizeiteinrichtungen, von Supermärkten und Modegeschäften über Elektronikfachgeschäften zu Kinos und vielem mehr. In der Mall gibt es auch eine Ausstellungshalle und ein Kongresszentrum, die gemietet werden können. Neben zahlreichen Restaurants gibt es auch mehrere Food-Courts.

## Wohnkomplexe
Die Pakuwon Mall hat vier Wohnkomplexe: Orchard & Tanglin Tower, Anderson & Benson Tower, La Riz & La Viz Condominium, und Westin & Four Points Hotels. Die Wohnungen befinden sich über der Pakuwon Mall 2. Orchard & Tanglin Tower wurde im Jahr 2014 eröffnet, La Riz wurde 2017 fertiggestellt, während La Viz noch im Bau ist. Das Hotel Four Points wurde im Dezember 2019 eröffnet, während das Westin Hotel im September 2020 eröffnet werden soll. Alle Wohnungen und Hotels sind in die Mall integriert. Aufgrund des einfachen Zugangs zum Einkaufszentrum ist das Hotel sehr beliebt. Aus dem gleichen Grund kaufen viele Menschen die Wohnungen.